# Die Spielwütigen
Die Spielwütigen ist ein Dokumentarfilm (2004) von Andres Veiel, der vier Schüler der Hochschule für Schauspielkunst „Ernst Busch“ Berlin (Prodromos Antoniadis, Constanze Becker, Karina Plachetka und Stephanie Stremler) während des gesamten Studiums begleitet.
Die Langzeitdokumentation über sieben Jahre zeigt den steinigen Weg zum Traumberuf. Die Schauspielschüler gehören zu den Wenigen, die aus mehr als 1.000 Bewerbern eines Jahrgangs ausgewählt wurden und zum Studium an der Hochschule für Schauspielkunst zugelassen wurden.
Regisseur und Drehbuchautor Andres Veiel wurde für Die Spielwütigen unter anderem mit dem PanoramaPublikumsPreis auf der Berlinale 2004 und dem Preis der deutschen Filmkritik für den besten Dokumentarfilm ausgezeichnet.

## Kritik
„Präzise zeichnet er die Hintergründe, Motive und Zweifel und fragt zugleich nach dem Preis für den Erfolg. Dabei kreist er subtil und einfühlsam um die Dynamik der Gefühle und verdichtet die vielen Partikel mit ebenso eindringlichen wie charmanten Details zu dramatischen Initiationsgeschichten.“

„Regisseur Andres Veiel (‚Black Box BRD‘) hat die vier Schauspielschüler über sieben Jahre lang dokumentarisch begleitet und zeigt so ein komplexes Bild von jungen Menschen auf ihrem Weg ins erbarmungslose Erwachsenendasein. Die Kamera beobachtet derart geschickt, dass man mehr und mehr mit den vier Schülern leidet bzw. deren Freude teilt. So wundert es nicht, dass dieses Werk bereits mit mehreren Preisen ausgezeichnet wurde.“